# Sturmgeschütz-Brigade 184
De  Sturmartillerie-Abteilung 184 / Sturmgeschütz-Abteilung 184 / Sturmgeschütz-Brigade 184 / Heeres-Sturmgeschütz-Brigade 184 / Heeres-Sturmartillerie-Brigade 184 was tijdens de Tweede Wereldoorlog een Duitse Sturmgeschütz-eenheid van de Wehrmacht ter grootte van een afdeling, uitgerust met gemechaniseerd geschut. Deze eenheid was een zogenaamde Heerestruppe, d.w.z. niet direct toegewezen aan een divisie, maar ressorterend onder een hoger commando, zoals een legerkorps of leger.
Deze Sturmgeschütz-eenheid kwam in actie aan het oostfront, meest in de noordelijke sector, gedurende zijn hele bestaan.

## Krijgsgeschiedenis

### Sturmartillerie-Abteilung 184
Sturmartillerie-Abteilung 184 werd opgericht in Jüterbog op 10 augustus 1940. Deze Abteilung was de eerste die opgericht werd na de succesvolle inzet van de onafhankelijke Sturmgeschütz-batterijen in de Franse veldtocht.
Eind september 1940 werd de Abteilung naar Frankrijk verplaats om als bezettingsmacht dienst te doen. Begin januari 1941 ging de Abteilung naar Kolmar in Warthegau en vervolgens naar de Joegoslavische grens.
Op 7 februari 1941 werd de Abteilung omgedoopt in Sturmgeschütz-Abteilung 184, zonder dat de samenstelling gewijzigd werd.

### Sturmgeschütz-Abteilung 184
Als onderdeel van het 2e Leger nam de eenheid deel aan de Balkanveldtocht en rukte via Maribor en Zagreb op naar Banja Luka. Na afloop van de gevechten ging de Abteilung terug naar Stiermarken en in mei naar Suwałki. Op 22 juni 1941 nam de Abteilung als onderdeel van het 8e Legerkorps deel aan de gevechten in de noordelijke sector en rukte op via Grodno, Vitebsk en Smolensk naar Toropets, dat op 27 augustus 1941 bereikt werd. Telkens was de Abteilung toegevoegd aan resp. de 28e en later de 18e Infanteriedivisie. Op 10 oktober werd de Abteilung teruggebracht naar Treuenbrietzen bij Jüterbog en daar gedurende een week opgefrist. Terug aan het front nam de Abteilung deel aan de gevechten rond de Insluiting bij Cholm. Op 14 januari 1942 werd de 1e Batterij afgegeven aan de Sturmgeschütz-Abteilung 189 en vervangen door de onafhankelijke Sturmgeschütz-Batterie 666, die de nieuwe 1e Batterij vormde. Op 3 mei 1942 volgde de ontzettingsoperatie richting Novgorod en al twee dagen later bereikte de Abteilung de stad, waarop deze zeker gesteld werd. Daarna werd de Abteilung verplaatst naar het gebied bij Demjansk. De gevechten daar duurden tot maart 1943, waarna de saillant werd ontruimd en waarop de Abteilung naar Cholm verplaats werd en vervolgens op 30 maart naar Võru voor een opfrissing. Van juni tot oktober 1943 nam de Abteilung deel aan de gevechten rond Staraja Roessa. Op 7 oktober volgde een verplaatsing naar Nevel waar harde gevechten volgden. Daarna volgde een terugtocht naar Lyly, dat op 11 januari 1944 bereikt werd.
Op 14 februari 1944 werd de Abteilung omgedoopt in Sturmgeschütz-Brigade 184.

### Sturmgeschütz-Brigade 184
De omdoping in Sturmgeschütz-Brigade betekende echter geen organisatorische verandering, de samenstelling bleef gelijk. Begin april 1944 kwam het tot defensieve gevechten ten zuiden van Pleskau, noordelijk van Ostrov en daarna een terugtocht door Zuidelijk Letland.
Op 10 juni 1944 werd de brigade omgedoopt in Heeres-Sturmgeschütz-Brigade 184.

### Heeres-Sturmgeschütz-Brigade 184
Ook nu betekende de omdoping geen organisatorische verandering, de samenstelling bleef opnieuw gelijk. Op 12 juli 1944 werd Daugavpils bereikt. Eind juli kon de brigade een rust-stelling bij Jaunjelgava betrekken, waarna vanaf 6 augustus weer een inzet volgde bij Stockmannsdorf - Odzienas. Deze gevechten in zuid-Letland duurden tot 10 september. Daarna volgde een treintransport via Modliena naar Valka. Daar werd het gevecht opgenomen met de oprukkende Sovjets, waarop een terugtocht volgde naar Riga en op 6 oktober trok de brigade door deze stad en bereikte vier dagen later Liepāja. Via Memel, de Kurische Nehrung, Crantz en Koningsbergen werd tegen 20 november Möckern bereikt, waar de brigade opnieuw uitgerust werd. Op 17 december was de brigade weer terug in Liepāja (zeetransport via Zoppot), waar de brigade onder het 18e Leger bij Priekule kwam. Op 29 januari 1945 volgde een verplaatsing naar Saldus bij het 16e Leger. In april 1945 gaf de brigade zijn voertuigen over aan de Heeres-Sturmgeschütz-Brigade 600 en er volgde een transport van het personeel via Stettin naar Neuendorf-Hohensaaten.
Op 18 april 1945 volgde een omdoping in Heeres-Sturmartillerie-Brigade 184.

### Heeres-Sturmartillerie-Brigade 184
Deze omdoping volgde nadat een Grenadier-Begleit-Batterie toegevoegd was. Bij de aanval van de Sovjets richting Berlijn volgden gevechten bij Eberswalde. Maar de brigade werd gedwongen terug te trekken naar het westen. Bij Güstrow werden de laatste StuG’s opgeblazen. De overige voertuigen werden ingezet om vluchtelingen te transporteren.

### Einde
De resten van Heeres-Sturmartillerie-Brigade 184 gingen op 3 mei 1945 bij Hohen Viecheln in gevangenschap.

## Samenstelling
- Staf
- 1e Batterij
- 2e Batterij
- 3e Batterij
- Begleit-Grenadier-Batterie, ofwel een compagnie begeleidingssoldaten, vanaf april 1945

## Commandanten
| Rang           | Naam               | Begin            | Eind               |
| -------------- | ------------------ | ---------------- | ------------------ |
| Major          | Steinkopf          | 10 augustus 1940 | mei 1941           |
| Oberstleutnant | Will-Eugen Fischer | mei 1941         | oktober 1941       |
| Hauptmann      | Gerhard Peitz      | oktober 1941     | december 1941      |
| Oberstleutnant | Will-Eugen Fischer | december 1941    | 8 augustus 1942    |
| Major          | Ernst Schmidt      | augustus 1942    | medio april 1944 † |
| Hauptmann      | Günter Liethmann   | september 1944   | februari 1945      |
| Hauptmann      | Johannes Dratwa    | februari 1945    | maart 1945         |
| Hauptmann      | Frank Cornelius    | 7 april 1945     | 8 mei 1945         |

Hauptmann Peitz was slecht tijdelijk commandant.